# Nore
Pour les articles homonymes, voir Nore (homonymie).

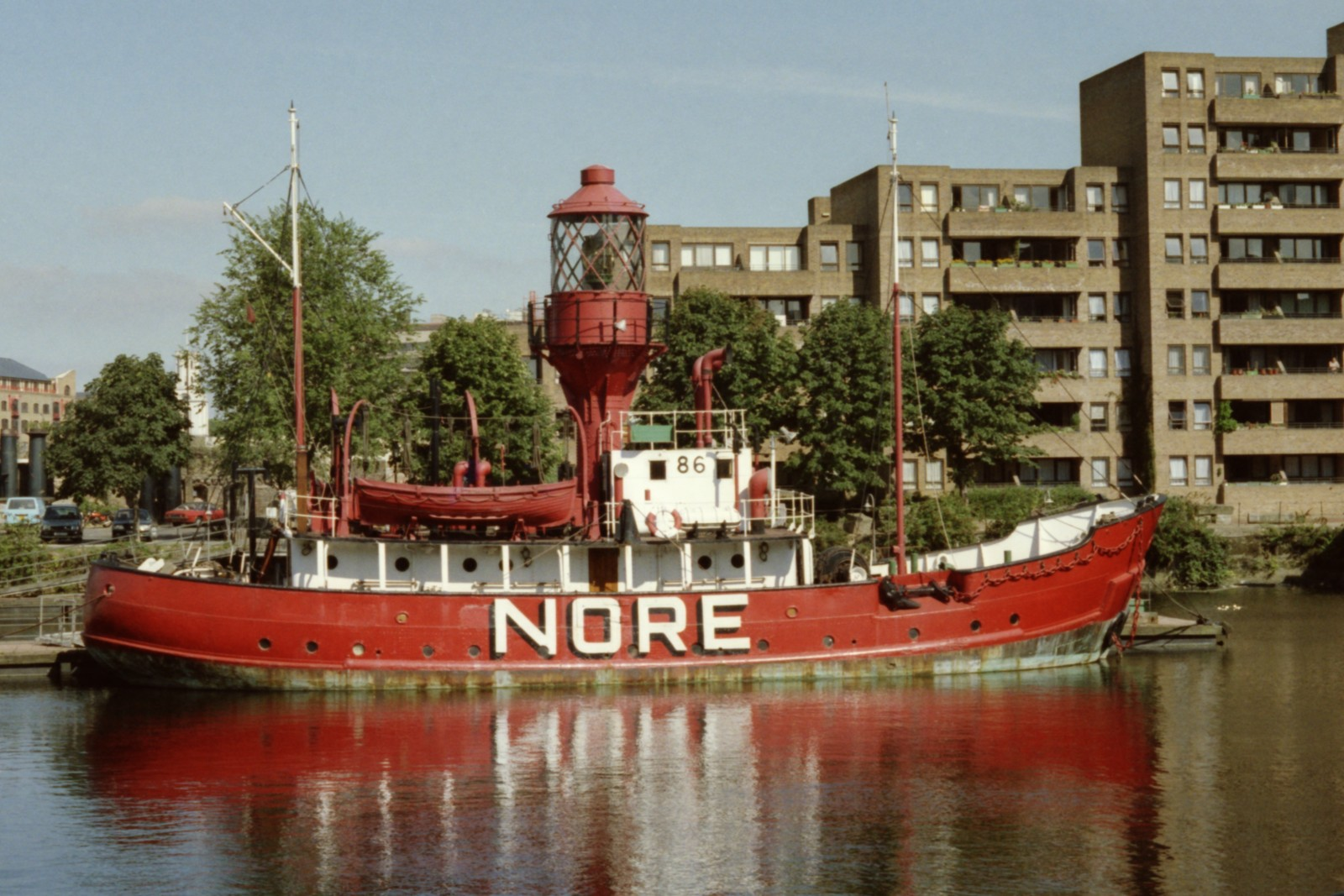
Le bateau-phare Nore

Le Nore est un banc de sable dans l'estuaire de la Tamise en Angleterre, près de la ville de Sheerness sur l'île de Sheppey. Il marque le point où la Tamise rejoint la mer du Nord.

## Histoire
En 1732, le Nore fut le premier lieu doté d'un bateau-phare. En 1797 eut lieu la mutinerie du Nore et Spithead.

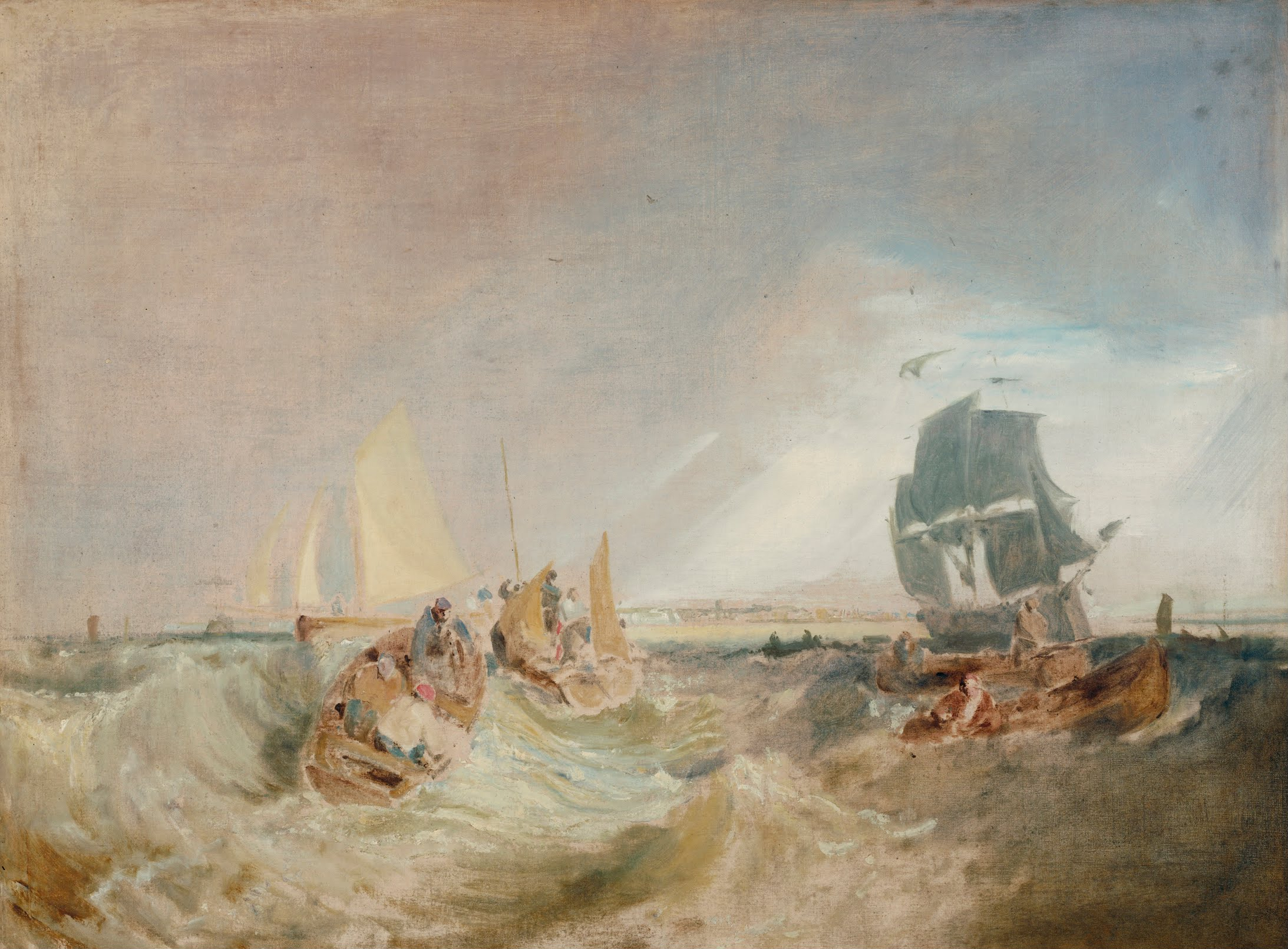
Bateaux à l'embouchure de la Tamise
William Turner, 1806-1807
Tate Britain, Londres

Dans le tableau de William Turner qui représente des bateaux à l'embouchure, la scène se situe probablement au large de Sheerness. Turner y montre des bateaux de pêche et de petits bateaux à côté d'un navire de garde, stationné au mouillage de Nore.
Le Nore était aussi un poste de commandement de la Royal Navy, de 1899 à 1955  chargé de protéger l'entrée de la Tamise. Un poste de défense antiaérienne y fut créé en 1943 et démantelé en 1959-1960.